# HD53854
HD53854 — хімічно пекулярна зоря спектрального класу B9, що має видиму зоряну величину в смузі V приблизно  9,8.
Вона  розташована на відстані близько 1469,2 світлових років від Сонця.

## Пекулярний хімічний вміст
Зоряна атмосфера HD53854 має підвищений вміст 
Si
.